# Hyalopecten mireilleae
Hyalopecten mireilleae is een tweekleppigensoort uit de familie van de Pectinidae. De wetenschappelijke naam van de soort is voor het eerst geldig gepubliceerd in 1995 door Dijkstra.